# A Fazenda 10
A Fazenda 10 foi a décima temporada do reality show brasileiro A Fazenda, exibida pela RecordTV de 18 de setembro a 13 de dezembro de 2018. A temporada contou com a apresentação de Marcos Mion, substituindo Roberto Justus. A vencedora da edição anterior, Flávia Viana foi a repórter da temporada, que teve direção geral Fernando Viudez e direção de núcleo de Rodrigo Carelli. A edição contou com 16 participantes, confinados na sede, localizada em Itapecerica da Serra.
O vencedor da temporada foi o cantor Rafael Ilha, que enfrentou o também cantor João Zoli e o ator e personal trainer Caique Aguiar na primeira final exclusivamente masculina do programa. Rafael recebeu 1,5 milhão de reais e João foi premiado com um carro zero quilômetro por seu segundo lugar.
A terceira Roça da edição teve a quinta maior votação de todas as temporadas do programa, perdendo apenas para a quinta Roça de A Fazenda 11, para a sexta Roça de A Fazenda 11, para a Final de A Fazenda 11 e para a terceira Roça de A Fazenda 12.

## Exibição
O programa foi exibido diariamente pela RecordTV. A transmissão também foi realizada em pay-per-view (PPV) 24 horas por dia, através do serviço de streaming para assinantes do PlayPlus.
A reta final da temporada iniciou após a expulsão de Cátia Paganote, em 29 de novembro de 2018, e perdurou por 14 dias, abarcando as últimas 2 eliminações até a Grande Final em 13 de dezembro de 2018.

## Formato
A décima edição traz dezesseis participantes. Na semana da estreia houve algumas mudanças, sendo estas na quinta-feira houve a Prova de Fogo e na sexta-feira teve convivência. A mecânica do reality teve algumas alterações da temporada anterior, como mudar a Prova da Chave pela Prova de Fogo, mas continua mostrando o dia a dia dos peões com as dinâmicas listadas abaixo:
- Sexta-feira: Prova de Fogo
- Sábado: Festa
- Domingo: Convivência
- Segunda-feira: Formação de Roça
- Terça-feira: Prova do Fazendeiro
- Quarta-feira: Convivência
- Quinta-feira: Eliminação

Na semana da estreia houve algumas mudanças, sendo estas na quinta-feira houve a Prova de Fogo e na sexta-feira teve convivência.
Na estreia do reality, Marcos Mion informou que assim como nas últimas temporadas, os confinados seriam divididos em dois grupos: Água e Terra, sendo divididos após uma dinâmica, em que por sorteio, Mion anunciava o nome do peão que deveria escolher um dos participantes para integrar uma das equipes. A dinâmica era, segundo o próprio Mion, uma forma de evitar as "panelas". Após a divisão dos grupos, Luane Dias e Sandro Pedroso, que por terem sido os últimos escolhidos na atividade de divisão dos grupos, ganharam o direito de disputar a primeira Prova do Fazendeiro da temporada.
A Equipe Água é representada pela cor azul, e a Equipe Terra pela cor marrom. A cada semana os dois grupos indicam dois participantes para concorrer o direito de realizar a Prova de Fogo, estes que vão a uma votação popular através do site, onde o vencedor de cada equipe pode realizar a prova. O perdedor da Prova de Fogo de cada semana, deve escolher obrigatoriamente um participante de cada grupo (ou do mesmo grupo) para morar na baia dos cavalos durante uma semana inteira com ele. O primeiro fazendeiro foi Sandro Pedroso, numa prova ao vivo na estreia de A Fazenda. Depois do resultado da Prova de Fogo Especial, a divisão dos participantes em equipes deixou de existir.
- Baia: É o local onde os cavalos dormem, mas também onde a cada semana três peões são enviados para passar alguns dias após perderem o direito de ficar na sede. No local, eles dormem na companhia de cavalos. O perdedor da Prova da Chave deve indicar dois integrantes (da mesma equipe ou da outra equipe) para passar uma semana completa na Baia com ele. A partir da extinção das equipes Água e Terra, nenhum participante foi encaminhado à Baia.
- Prova de Fogo Especial: A Prova de Fogo Especial foi disputada pela equipe que angariou o maior número de competidores até a nona semana. O vencedor foi Felipe Sertanejo, que derrotou os companheiros da equipe Terra (Cátia Paganote, Evandro Santo, João Zoli e Rafael Ilha). Com o resultado, Felipe ganhou um carro no valor de 80 mil reais. Os outros integrantes da equipe também receberam prêmios menores.[7]

### Instrutores
Durante o tempo em que estão em confinamento, os peões tem que realizar diversas tarefas diárias envolvendo os animais e a plantação, sendo acompanhados por instrutores, que ensinam como cuidar dos bichos e fazer a manutenção geral da fazenda.
- Diogo Barbieri — Caseiro
- Fernanda Manelli — Zootecnista
- Victor Pupo — Veterinário

### Cabine de Descompressão
Nesta temporada passou a vigorar a Cabine de Descompressão, exibida com exclusividade aos assinantes da plataforma PlayPlus, no qual Marcos Mion entrevista o eliminado da semana minutos após o ocorrido, lhe questionando sobre suas atitudes, mostrando vídeos do confinamento e falando sobre a reação do público nas redes sociais.

## Controvérsias

### Expulsões
Pela primeira vez, houve a expulsão de mais de um participante na mesma temporada por agressão (Nadja Pessoa e Cátia Paganote, nesta ordem). Apesar das expulsões, as participantes envolvidas não rescindiram o contrato com a emissora, fato que não ocorrera anteriormente.

#### Nadja Pessoa
Após a sétima formação da roça, na noite de 5 de novembro, uma sequência de discussões, que se e estendeu até à madrugada, provocou a expulsão de Nadja Pessoa do reality. Inconformada com as acusações de adultério por parte de Caíque Aguiar e Fernanda Lacerda, a peoa Nadja Pessoa jogou água no rosto de Caíque. Com medo de uma retaliação, ela correu para o espaço reservado do banheiro e se trancou na cabine. Caíque esperou a peoa sair do local e ir até o quarto da sede. Enquanto ela conversava com Evandro Santo, Caíque voltou a se aproximar e tentou irritar novamente a Nadja, que perdeu o controle e jogou creme hidratante em seu corpo.
Na sequencia, Caíque aproveitou o momento e se aproximou ainda mais da peoa, enquanto Evandro pedia para os dois se afastarem. Nadja se irritou com a aproximação de Caíque, quando ele colocou os pés em cima de sua cama para impedi-la de sair do local, a peoa gritou: "Sai daqui, para de me provocar". Neste momento, Nadja deu chutes na perna de Caíque, que a acusou de ter cometido agressão.
Caíque chegou a dizer que o salto da peoa deixou um hematoma em sua perna. Em seguida, tentou ir até a área externa para tocar o sino e formalizar a agressão, como estavam confinados, o ator só conseguiu realizar a queixa horas depois. A direção do programa decidiu expulsá-la após o fato. Inconformados com a expulsão de Nadja, o público chegou a denunciar Caíque à polícia, por violência psicológica e possível ameaça. As denuncias foram encaminhadas à Delegacia Especial de Atendimento à Mulher (DEAM) em São Paulo. De acordo com a assessoria de imprensa do Ministério dos Direitos Humanos, o serviço recebeu 591 denúncias, até o fim da tarde de 7 de novembro de 2018.

#### Cátia Paganote
Na manhã do dia 28 de novembro, os participantes foram convidados para uma atividade de aquabol, na piscina da sede. Durante essa atividade, Cátia Paganote deu um tapa na cabeça de Evandro Santo após este tentar impedir que ela marcasse um ponto, segurando a mão dela.
A direção do programa decidiu expulsá-la após o fato. A expulsão da ex-paquita ocorreu no dia seguinte, durante o programa ao vivo. Com isso, a votação da Roça entre os dois peões foi suspensa na manhã do dia 29 de novembro, durante a exibição do programa Hoje em Dia.

### Anulação do Poder da Chama
Na formação da roça de 5 de novembro de 2018, que foi composta por Rafael Ilha, Léo Stronda e Fernanda Lacerda, um dos poderes do lampião conquistado por Caíque Aguiar foi anulado. Tudo aconteceu no momento em que Caíque tinha que ler o envelope do poder da chama. O peão ficou com o azul e deu o outro para Fernanda Lacerda. Acontece que, neste momento, onde não se poderiam comunicar, ele disse um nome para Fernanda. Analisando as imagens, a produção da Fazenda entendeu que o peão cometeu uma infração ao revelar antes da hora do que se tratava o tal poder. Caíque e Fernanda negaram que haviam trocado informações, mas o poder foi prontamente anulado pela produção.

## Participantes
Abaixo a lista dos participantes desta edição, com as ocupações listadas pelo site oficial do programa e com as respectivas idades durante o início das gravações. 
| Participante                                         | Profissão                       | Equipe | Resultado                               |
| ---------------------------------------------------- | ------------------------------- | ------ | --------------------------------------- |
| Rafael Ilha 45 anos, Rio de Janeiro - RJ             | Cantor e repórter               | Terra  | Vencedor em 13 de dezembro de 2018      |
| João Zoli 26 anos, Niterói - RJ                      | Ator e cantor                   | Terra  | 2º lugar em 13 de dezembro de 2018      |
| Caique Aguiar 24 anos, São Paulo - SP                | Ator e personal trainer         | Água   | 3º lugar em 13 de dezembro de 2018      |
| Evandro Santo 43 anos, Belo Horizonte - MG           | Ator e comediante               | Terra  | 11º eliminado em 10 de dezembro de 2018 |
| Felipe Sertanejo 30 anos, São Paulo - SP             | Atleta e empresário             | Terra  | 10º eliminado em 4 de dezembro de 2018  |
| Cátia Paganote 42 anos, Brasília - DF                | Artista                         | Terra  | Expulsa em 29 de novembro de 2018       |
| Léo Stronda 26 anos, Rio de Janeiro - RJ             | Empresário                      | Água   | 9º eliminado em 22 de novembro de 2018  |
| Luane Dias 24 anos, Nova Iguaçu - RJ                 | YouTuber                        | Água   | 8ª eliminada em 15 de novembro de 2018  |
| Fernanda Lacerda 30 anos, São Bernardo do Campo - SP | Apresentadora e modelo          | Água   | 7ª eliminada em 8 de novembro de 2018   |
| Nadja Pessoa 30 anos, Recife - PE                    | Atriz e empresária              | Água   | Expulsa em 6 de novembro de 2018        |
| Gabi Prado 31 anos, Brasília - DF                    | Modelo e influenciadora digital | Água   | 6ª eliminada em 1 de novembro de 2018   |
| Aloísio Chulapa 43 anos, Atalaia - AL                | Ex-jogador de futebol           | Terra  | 5º eliminado em 25 de outubro de 2018   |
| Perlla 29 anos, Nilópolis - RJ                       | Cantora                         | Água   | 4ª eliminada em 18 de outubro de 2018   |
| Ana Paula Renault 36 anos, Belo Horizonte - MG       | Jornalista                      | Água   | 3ª eliminada em 11 de outubro de 2018   |
| Sandro Pedroso 34 anos, Ponta Grossa - PR            | Ator                            | Terra  | 2º eliminado em 4 de outubro de 2018    |
| Vida Vlatt 59 anos, São Paulo - SP                   | Atriz e escritora               | Terra  | 1ª eliminada em 27 de setembro de 2018  |

## Histórico
Legenda geral
|  | Equipe Água |  | Equipe Terra |  | Fim de equipes |

### Prêmios extras
A temporada trouxe outros prêmios extras no valor de 500 000 reais ao longo do programa.
| Semana | Prova                                           | Prêmio                                      | Ganhador  | Mediador  |
| ------ | ----------------------------------------------- | ------------------------------------------- | --------- | --------- |
| 1      | Prova do Fazendeiro                             | Carro 0 km no valor de R$ 80.000            | Ana Paula | Luane     |
| 1      | Atividade "Baú de Memórias A Fazenda"           | R$ 10.000                                   | Nadja     | Nadja     |
| 4      | Atividade "OktoberExtra"                        | R$ 2.000 em compras no Extra                | Caique    | Caique    |
| 4      | Chama Azul Concedido pela "Prova de Fogo"       | R$ 20.000                                   | João      | João      |
| 8      | Chama Vermelha Concedido pelo lampião de Felipe | R$ 20.000                                   | Rafael    | Luane     |
| 9      | Prova de Fogo Especial                          | R$ 10.000                                   | João      | João      |
| 9      | Prova de Fogo Especial                          | R$ 15.000                                   | Cátia     | Cátia     |
| 9      | Prova de Fogo Especial                          | R$ 20.000                                   | Evandro   | Evandro   |
| 9      | Prova de Fogo Especial                          | R$ 25.000                                   | Rafael    | Rafael    |
| 9      | Prova de Fogo Especial                          | Carro 0 km no valor de R$ 80.000            | Felipe    | Felipe    |
| 9      | Atividade "Black Friday Extra"                  | 2 Celulares Apple no valor de R$ 4.000 cada | Felipe    | Felipe    |
| 9      | Atividade "Black Friday Extra"                  | 2 TVs 50" no valor de R$ 2.000 cada         | Rafael    | Rafael    |
| 9      | Atividade "Black Friday Extra"                  | 2 Notebooks no valor de R$ 2.000 cada       | Felipe    | Felipe    |
| 12     | Prova Especial                                  | R$ 30.000                                   | João      | João      |
| 12     | Atividade "Verdadeiro ou Fake"                  | R$ 3.000                                    | Ana Paula | Ana Paula |
| 12     | Atividade "Verdadeiro ou Fake"                  | R$ 3.000                                    | Caique    |           |
| 12     | Atividade "Verdadeiro ou Fake"                  | R$ 3.000                                    | Evandro   |           |
| 12     | Atividade "Verdadeiro ou Fake"                  | R$ 3.000                                    | Fernanda  |           |
| 12     | Atividade "Verdadeiro ou Fake"                  | R$ 3.000                                    | Gabi      |           |
| 12     | Atividade "Verdadeiro ou Fake"                  | R$ 3.000                                    | Léo       |           |
| 12     | Atividade "Verdadeiro ou Fake"                  | R$ 3.000                                    | Luane     |           |
| 12     | Atividade "Verdadeiro ou Fake"                  | R$ 3.000                                    | Perlla    |           |
| 12     | Atividade "Verdadeiro ou Fake"                  | R$ 3.000                                    | Rafael    |           |
| 12     | Atividade "Verdadeiro ou Fake"                  | R$ 3.000                                    | Sandro    |           |
| 12     | Atividade "Verdadeiro ou Fake"                  | R$ 3.000                                    | Vida      |           |

### Prova de Fogo
Nesta temporada, os participantes competem para ganhar o Poder do Lampião. O Poder do Lampião dá o direito ao detentor de abrir o lampião que pode ter consequências boas ou ruins no processo de formação da Roça. Os poderes já são divididos em duas chamasː azul e vermelha. A chama, escolhida pelo vencedor da Prova de Fogo, fica com ele e pode lhe trazer um benefício. A chama restante é definida também pelo vencedor da prova, que ao vencer, delega a um peão, sendo um benefício ou um malefício para quem ele(a) escolher. A chama vermelha é definida pelo público através do R7.com dentre duas opções.
O perdedor da prova está automaticamente na baia e escolhe outros dois peões de qualquer equipe para ir ao local com ele.
| Semana | Participantes | Líder da prova | Ganhador | Excluídos                    | Consequências |
| ------ | ------------- | -------------- | -------- | ---------------------------- | --- |
| 1      | Cátia         | Cátia          | Cátia    | Felipe João Léo              | Chama Vermelha (Léo): Teve o direito de anular quatro votos da Roça (Aloísio, Cátia, Felipe e Fernanda). Chama Azul (Cátia): Deve imunizar um participante (João). |
| 1      | Felipe        | Cátia          | Cátia    | Felipe João Léo              | Chama Vermelha (Léo): Teve o direito de anular quatro votos da Roça (Aloísio, Cátia, Felipe e Fernanda). Chama Azul (Cátia): Deve imunizar um participante (João). |
| 1      | João          | Cátia          | Cátia    | Felipe João Léo              | Chama Vermelha (Léo): Teve o direito de anular quatro votos da Roça (Aloísio, Cátia, Felipe e Fernanda). Chama Azul (Cátia): Deve imunizar um participante (João). |
| 1      | Caique        | Léo            | Cátia    | Felipe João Léo              | Chama Vermelha (Léo): Teve o direito de anular quatro votos da Roça (Aloísio, Cátia, Felipe e Fernanda). Chama Azul (Cátia): Deve imunizar um participante (João). |
| 1      | Fernanda      | Léo            | Cátia    | Felipe João Léo              | Chama Vermelha (Léo): Teve o direito de anular quatro votos da Roça (Aloísio, Cátia, Felipe e Fernanda). Chama Azul (Cátia): Deve imunizar um participante (João). |
| 1      | Léo           | Léo            | Cátia    | Felipe João Léo              | Chama Vermelha (Léo): Teve o direito de anular quatro votos da Roça (Aloísio, Cátia, Felipe e Fernanda). Chama Azul (Cátia): Deve imunizar um participante (João). |
| 2      | Caique        | Caique         | Caique   | Aloísio Cátia Felipe         | Chama Vermelha (Caíque): Imunidade à indicação do fazendeiro ou à votação da sede. Chama Azul (Fernanda): Escolher um peão de cada equipe para não participar da próxima Prova de Fogo (João e Perlla).                                                                                                |
| 2      | Felipe        |                | Caique   | Aloísio Cátia Felipe         | Chama Vermelha (Caíque): Imunidade à indicação do fazendeiro ou à votação da sede. Chama Azul (Fernanda): Escolher um peão de cada equipe para não participar da próxima Prova de Fogo (João e Perlla).                                                                                                |
| 3      | Fernanda      | Gabi           | Rafael   | Evandro Gabi João            | Chama Vermelha (Cátia): A votação da sede foi anulada. O segundo indicado à Roça será definido pela dinâmica do "Resta Um", você deve iniciá-la salvando um peão (Ana Paula foi a última a sobrar do "Resta Um"). Chama Azul (Rafael): Escolher um peão da baia para ser o terceiro roceiro (Evandro). |
| 3      | Gabi          | Gabi           | Rafael   | Evandro Gabi João            | Chama Vermelha (Cátia): A votação da sede foi anulada. O segundo indicado à Roça será definido pela dinâmica do "Resta Um", você deve iniciá-la salvando um peão (Ana Paula foi a última a sobrar do "Resta Um"). Chama Azul (Rafael): Escolher um peão da baia para ser o terceiro roceiro (Evandro). |
| 3      | Léo           | Gabi           | Rafael   | Evandro Gabi João            | Chama Vermelha (Cátia): A votação da sede foi anulada. O segundo indicado à Roça será definido pela dinâmica do "Resta Um", você deve iniciá-la salvando um peão (Ana Paula foi a última a sobrar do "Resta Um"). Chama Azul (Rafael): Escolher um peão da baia para ser o terceiro roceiro (Evandro). |
| 3      | Cátia         | Rafael         | Rafael   | Evandro Gabi João            | Chama Vermelha (Cátia): A votação da sede foi anulada. O segundo indicado à Roça será definido pela dinâmica do "Resta Um", você deve iniciá-la salvando um peão (Ana Paula foi a última a sobrar do "Resta Um"). Chama Azul (Rafael): Escolher um peão da baia para ser o terceiro roceiro (Evandro). |
| 3      | Evandro       | Rafael         | Rafael   | Evandro Gabi João            | Chama Vermelha (Cátia): A votação da sede foi anulada. O segundo indicado à Roça será definido pela dinâmica do "Resta Um", você deve iniciá-la salvando um peão (Ana Paula foi a última a sobrar do "Resta Um"). Chama Azul (Rafael): Escolher um peão da baia para ser o terceiro roceiro (Evandro). |
| 3      | Rafael        | Rafael         | Rafael   | Evandro Gabi João            | Chama Vermelha (Cátia): A votação da sede foi anulada. O segundo indicado à Roça será definido pela dinâmica do "Resta Um", você deve iniciá-la salvando um peão (Ana Paula foi a última a sobrar do "Resta Um"). Chama Azul (Rafael): Escolher um peão da baia para ser o terceiro roceiro (Evandro). |
| 4      | Caique        | Caique         | João     | Caique Felipe Fernanda Luane | Chama Vermelha (Felipe): A baia da semana terá quatro moradores. Você será o quarto morador. Chama Azul (João): Escolher entre ficar imune à Roça ou ganhar R$ 20 mil. |
| 4      | João          |                | João     | Caique Felipe Fernanda Luane | Chama Vermelha (Felipe): A baia da semana terá quatro moradores. Você será o quarto morador. Chama Azul (João): Escolher entre ficar imune à Roça ou ganhar R$ 20 mil. |
| 5      | Felipe        | Felipe         | Felipe   | Aloísio Caíque Fernanda      | Chama Vermelha (Nadja): Todo voto que você receber será dobrado. Chama Azul (Felipe): Imunidade à indicação do fazendeiro. |
| 5      | João          | Felipe         | Felipe   | Aloísio Caíque Fernanda      | Chama Vermelha (Nadja): Todo voto que você receber será dobrado. Chama Azul (Felipe): Imunidade à indicação do fazendeiro. |
| 5      | Caique        | Fernanda       | Felipe   | Aloísio Caíque Fernanda      | Chama Vermelha (Nadja): Todo voto que você receber será dobrado. Chama Azul (Felipe): Imunidade à indicação do fazendeiro. |
| 5      | Fernanda      | Fernanda       | Felipe   | Aloísio Caíque Fernanda      | Chama Vermelha (Nadja): Todo voto que você receber será dobrado. Chama Azul (Felipe): Imunidade à indicação do fazendeiro. |
| 6      | Cátia         | João           | João     | Cátia Léo Nadja              | Chama Vermelha (Caique): Votar em dois peões, um de cada equipe (Evandro e Luane). Chama Azul (João): Dar uma vantagem na prova do fazendeiro a um dos roceiros (Gabi). |
| 6      | Evandro       | João           | João     | Cátia Léo Nadja              | Chama Vermelha (Caique): Votar em dois peões, um de cada equipe (Evandro e Luane). Chama Azul (João): Dar uma vantagem na prova do fazendeiro a um dos roceiros (Gabi). |
| 6      | Felipe        | João           | João     | Cátia Léo Nadja              | Chama Vermelha (Caique): Votar em dois peões, um de cada equipe (Evandro e Luane). Chama Azul (João): Dar uma vantagem na prova do fazendeiro a um dos roceiros (Gabi). |
| 6      | João          | João           | João     | Cátia Léo Nadja              | Chama Vermelha (Caique): Votar em dois peões, um de cada equipe (Evandro e Luane). Chama Azul (João): Dar uma vantagem na prova do fazendeiro a um dos roceiros (Gabi). |
| 6      | Caique        | Léo            | João     | Cátia Léo Nadja              | Chama Vermelha (Caique): Votar em dois peões, um de cada equipe (Evandro e Luane). Chama Azul (João): Dar uma vantagem na prova do fazendeiro a um dos roceiros (Gabi). |
| 6      | Fernanda      | Léo            | João     | Cátia Léo Nadja              | Chama Vermelha (Caique): Votar em dois peões, um de cada equipe (Evandro e Luane). Chama Azul (João): Dar uma vantagem na prova do fazendeiro a um dos roceiros (Gabi). |
| 6      | Léo           | Léo            | João     | Cátia Léo Nadja              | Chama Vermelha (Caique): Votar em dois peões, um de cada equipe (Evandro e Luane). Chama Azul (João): Dar uma vantagem na prova do fazendeiro a um dos roceiros (Gabi). |
| 6      | Nadja         | Léo            | João     | Cátia Léo Nadja              | Chama Vermelha (Caique): Votar em dois peões, um de cada equipe (Evandro e Luane). Chama Azul (João): Dar uma vantagem na prova do fazendeiro a um dos roceiros (Gabi). |
| 7      | Caíque        | Caíque         | Caique   | Léo Luane Rafael             | Chama Vermelha (Fernanda): Trocar dois peões de equipe. Chama Azul (Caique): Imunidade à votação da sede. |
| 7      | Rafael        |                | Caique   | Léo Luane Rafael             | Chama Vermelha (Fernanda): Trocar dois peões de equipe. Chama Azul (Caique): Imunidade à votação da sede. |
| 8      | Felipe        | Felipe         | Felipe   | Caique Léo Luane             | Chama Vermelha (Luane): Se o fazendeiro (Rafael) indicar o dono da chama vermelha (Luane) à Roça, ele ganha um prêmio de R$ 20 mil. Chama Azul (Felipe): Escolher um peão da baia para ser o terceiro roceiro (Caique).                                                                                |
| 8      | Luane         |                | Felipe   | Caique Léo Luane             | Chama Vermelha (Luane): Se o fazendeiro (Rafael) indicar o dono da chama vermelha (Luane) à Roça, ele ganha um prêmio de R$ 20 mil. Chama Azul (Felipe): Escolher um peão da baia para ser o terceiro roceiro (Caique).                                                                                |
| 9      | Cátia         | Cátia          | Felipe   | (nenhum)                     | Chama Vermelha (Felipe): Imunidade à indicação do fazendeiro ou à votação da sede. Chama Azul (João): Imunidade para um peão na dinâmica do "Resta Um" (Léo foi o último a sobrar do "Resta Um"). |
| 9      | Evandro       |                | Felipe   | (nenhum)                     | Chama Vermelha (Felipe): Imunidade à indicação do fazendeiro ou à votação da sede. Chama Azul (João): Imunidade para um peão na dinâmica do "Resta Um" (Léo foi o último a sobrar do "Resta Um"). |
| 9      | Felipe        |                | Felipe   | (nenhum)                     | Chama Vermelha (Felipe): Imunidade à indicação do fazendeiro ou à votação da sede. Chama Azul (João): Imunidade para um peão na dinâmica do "Resta Um" (Léo foi o último a sobrar do "Resta Um"). |
| 9      | João          |                | Felipe   | (nenhum)                     | Chama Vermelha (Felipe): Imunidade à indicação do fazendeiro ou à votação da sede. Chama Azul (João): Imunidade para um peão na dinâmica do "Resta Um" (Léo foi o último a sobrar do "Resta Um"). |
| 9      | Rafael        |                | Felipe   | (nenhum)                     | Chama Vermelha (Felipe): Imunidade à indicação do fazendeiro ou à votação da sede. Chama Azul (João): Imunidade para um peão na dinâmica do "Resta Um" (Léo foi o último a sobrar do "Resta Um"). |
| 10     | Caique        | Caique         | Caique   | (nenhum)                     | Chama Vermelha (Cátia): Escolher dois peões que poderão ser indicados pelo fazendeiro (Evandro e Felipe). Chama Azul (Caíque): Votar em dois peões (Cátia e Rafael). |
| 10     | Cátia         | Caique         | Caique   | (nenhum)                     | Chama Vermelha (Cátia): Escolher dois peões que poderão ser indicados pelo fazendeiro (Evandro e Felipe). Chama Azul (Caíque): Votar em dois peões (Cátia e Rafael). |
| 10     | Evandro       | Felipe         | Caique   | (nenhum)                     | Chama Vermelha (Cátia): Escolher dois peões que poderão ser indicados pelo fazendeiro (Evandro e Felipe). Chama Azul (Caíque): Votar em dois peões (Cátia e Rafael). |
| 10     | Felipe        | Felipe         | Caique   | (nenhum)                     | Chama Vermelha (Cátia): Escolher dois peões que poderão ser indicados pelo fazendeiro (Evandro e Felipe). Chama Azul (Caíque): Votar em dois peões (Cátia e Rafael). |
| 11     | Evandro       | Evandro        | Rafael   | (nenhum)                     | Chama Azul (Rafael): Imunidade à Roça da semana. |
| 11     | Rafael        |                | Rafael   | (nenhum)                     | Chama Azul (Rafael): Imunidade à Roça da semana. |

### Delegação das obrigações
Toda semana, o Fazendeiro da semana tem que delegar uma obrigação para os peões, como cuidar das vacas, das aves e das plantas.
|                 | Sem. 1                                           | Sem. 2                                                   | Sem. 3                                    | Sem. 4                                     | Sem. 5                          | Sem. 6                     | Sem. 7             | Sem. 8       | Sem. 9  | Sem. 10 | Sem. 11 | Sem. 12 |
| --------------- | ------------------------------------------------ | -------------------------------------------------------- | ----------------------------------------- | ------------------------------------------ | ------------------------------- | -------------------------- | ------------------ | ------------ | ------- | ------- | ------- | ------- |
| Fazendeiro      | Sandro                                           | Léo                                                      | Felipe                                    | Evandro                                    | Luane                           | Rafael                     | Cátia              | Rafael       | Caíque  | João    | Caíque  | Ninguém |
| Vacas           | Cátia                                            | João                                                     | Rafael                                    | Caíque                                     | Evandro                         | João                       | Rafael             | Felipe       | Rafael  | Felipe  | Rafael  | Rafael  |
| Vacas           | Cátia                                            | João                                                     | Rafael                                    | Caíque                                     | Evandro                         | João                       | Rafael             | Felipe       | Rafael  | Felipe  | Rafael  | Caíque  |
| Égua            | Evandro                                          | Evandro                                                  | Fernanda                                  | Felipe                                     | Felipe                          | Felipe                     | João               | Evandro      | Felipe  | Cátia   | João    | João    |
| Égua            | Evandro                                          | Evandro                                                  | Fernanda                                  | Felipe                                     | Felipe                          | Felipe                     | João               | Evandro      | Felipe  | Cátia   | João    | Evandro |
| Égua            | Evandro                                          | Evandro                                                  | Fernanda                                  | Felipe                                     | Felipe                          | Felipe                     | João               | Evandro      | Felipe  | Cátia   | João    | Caíque  |
| Ovelhas         | Caíque                                           | Gabi                                                     | Ana Paula                                 | Gabi                                       | Fernanda                        | Nadja                      | Felipe             | João         | Léo     | Caíque  | Cátia   | João    |
| Ovelhas         | Caíque                                           | Gabi                                                     | Ana Paula                                 | Gabi                                       | Fernanda                        | Nadja                      | Felipe             | João         | Léo     | Caíque  | Felipe  | João    |
| Horta e plantas | Fernanda                                         | Caíque                                                   | Caíque                                    | Luane                                      | Léo                             | Caíque                     | Léo                | Cátia        | Cátia   | Evandro | Evandro | Evandro |
| Horta e plantas | Fernanda                                         | Caíque                                                   | Caíque                                    | Luane                                      | Léo                             | Caíque                     | Léo                | Cátia        | Cátia   | Evandro | Evandro | Rafael  |
| Porcos          | Nadja                                            | Nadja                                                    | Nadja                                     | Perlla                                     | Cátia                           | Gabi                       | Fernanda           | Luane        | Luane   | Evandro | João    | Evandro |
| Porcos          | Nadja                                            | Nadja                                                    | Nadja                                     | Perlla                                     | Cátia                           | Gabi                       | Fernanda           | Luane        | Luane   | Evandro | João    | João    |
| Porcos          | Nadja                                            | Nadja                                                    | Nadja                                     | Perlla                                     | Cátia                           | Gabi                       | Fernanda           | Luane        | Felipe  | Evandro | João    |         |
| Porcos          | Nadja                                            | Nadja                                                    | Nadja                                     | Perlla                                     | Cátia                           | Gabi                       | Fernanda           | Luane        | Caíque  | Evandro | João    |         |
| Aves            | Aloísio                                          | Aloísio                                                  | Luane                                     | João                                       | Nadja                           | Cátia                      | Luane              | Caíque       | João    | Léo     | Felipe  | João    |
| Aves            | Aloísio                                          | Aloísio                                                  | Luane                                     | João                                       | Nadja                           | Cátia                      | Luane              | Caíque       | João    | Cátia   | Felipe  | Caíque  |
| Lixo            | Rafael                                           | Rafael                                                   | Evandro                                   | Rafael                                     | Rafael                          | Evandro                    | Caíque             | Rafael       | Evandro | Rafael  | Evandro | Rafael  |
| Sem obrigações  | Ana Paula Felipe Gabi João Léo Luane Perlla Vida | Ana Paula Cátia Felipe Fernanda Luane Perlla Sandro Vida | Aloísio Cátia Gabi João Léo Perlla Sandro | Aloísio Ana Paula Cátia Fernanda Léo Nadja | Aloísio Caíque Gabi João Perlla | Aloísio Fernanda Léo Luane | Evandro Gabi Nadja | Fernanda Léo | Ninguém | Ninguém | Ninguém | Ninguém |

### Punições
Quando há o descumprimento de alguma regra, demora ou erro no cuidado dos animais, os peões recebem alguma punição que prejudique a autossubsistência na sede.
| Data  | Peão         | Motivo                                                                                     | Duração               | Punição                                      | Fazendeiro da Semana |
| ----- | ------------ | ------------------------------------------------------------------------------------------ | --------------------- | -------------------------------------------- | -------------------- |
| 22/09 | Gabi         | Transportou bebida da festa para a sede                                                    | 12 horas              | Sem água                                     | Sandro               |
| 22/09 | Aloísio      | Fizeram necessidades fisiológicas fora do reservado                                        | 12 horas              | Sem gás                                      | Sandro               |
| 22/09 | Cátia        | Fizeram necessidades fisiológicas fora do reservado                                        | 12 horas              | Sem gás                                      | Sandro               |
| 22/09 | Gabi (2)     | Fizeram necessidades fisiológicas fora do reservado                                        | 12 horas              | Sem gás                                      | Sandro               |
| 23/09 | Gabi (3)     | Trocou-se no reservado                                                                     | 6 horas               | Sem água quente                              | Sandro               |
| 24/09 | Fernanda     | Utilizou água encanada para regar a horta                                                  | 24 horas              | Sem carne                                    | Sandro               |
| 25/09 | Cátia (2)    | Não atendeu aos sinais sonoros para obrigações da vaca                                     | 24 horas              | Sem pão                                      | Sandro               |
| 26/09 | Sandro       | Trocou-se no reservado                                                                     | 24 horas              | Sem água                                     | Léo                  |
| 29/09 | Nadja        | Não usou o microfone para se comunicar                                                     | 24 horas              | Sem água quente                              | Léo                  |
| 29/09 | Aloísio (2)  | Tomou banho na sede (integrantes da Baia só podem tomar banho na área externa)             | 12 horas              | Sem gás                                      | Léo                  |
| 04/10 | Aloísio (3)  | Não usou a galocha para o auxílio no trato dos animais                                     | 12 horas              | Sem acesso à academia                        | Felipe               |
| 05/10 | Luane        | Deixou o lago das aves transbordar                                                         | 24 horas              | Sem café                                     | Felipe               |
| 10/10 | Evandro      | Não usou o microfone para se comunicar                                                     | 24 horas              | Sem água                                     | Evandro              |
| 11/10 | Rafael       | Mau uso do microfone                                                                       | 24 horas              | Sem gás                                      | Evandro              |
| 13/10 | Fernanda (2) | Não usaram o microfone para se comunicar                                                   | 36 horas              | Sem água                                     | Evandro              |
| 13/10 | Gabi (4)     | Não usaram o microfone para se comunicar                                                   | 36 horas              | Sem água                                     | Evandro              |
| 13/10 | Caíque       | Não atendeu aos sinais sonoros para obrigações da vaca                                     | 12 horas              | Sem acesso à academia                        | Evandro              |
| 16/10 | Fernanda (3) | Não vestiu o pijama da Baia                                                                | 24 horas              | Sem café                                     | Luane                |
| 19/10 | Léo          | Não atendeu aos sinais sonoros para obrigações da horta                                    | 48 horas              | Sem pão                                      | Luane                |
| 20/10 | Gabi (5)     | Fizeram necessidades fisiológicas fora do reservado                                        | 36 horas              | Sem água quente                              | Luane                |
| 20/10 | Luane (2)    | Fizeram necessidades fisiológicas fora do reservado                                        | 36 horas              | Sem água quente                              | Luane                |
| 20/10 | Evandro (2)  | Não atendeu aos sinais sonoros para obrigações da vaca                                     | 36 horas              | Sem gás                                      | Luane                |
| 22/10 | Nadja (2)    | Deixou o lago das aves transbordar                                                         | 24 horas              | Sem carne                                    | Luane                |
| 27/10 | Cátia (3)    | Não desceu para a baia ao toque do sinal (recusou a cumprir a ordem duas vezes)            | 72 horas              | Sem água                                     | Rafael               |
| 27/10 | Cátia (4)    | Não usou o microfone para se comunicar                                                     | 72 horas              | Sem água                                     | Rafael               |
| 27/10 | Léo (2)      | Comeu alimentos na sede após o sinal da baia                                               | 5 dias                | Sem café                                     | Rafael               |
| 31/10 | Evandro (3)  | Fumou dentro do reservado                                                                  | 48 horas              | Sem gás                                      | Cátia                |
| 05/11 | Caíque (2)   | Passou informações sobre a Chama Vermelha na votação                                       | Cancelamento do poder | Cancelamento do poder                        | Cátia                |
| 06/11 | Nadja (3)    | Agressão física contra Caíque                                                              | Expulsão              | Expulsão                                     | Cátia                |
| 10/11 | Cátia (5)    | Fez necessidades fisiológicas fora do reservado                                            | 48 horas              | Sem água somada à punição de João, 120 horas | Rafael               |
| 17/11 | João         | Deixou o lago das aves transbordar                                                         | 48 horas              | Sem água somada à punição de João, 120 horas | Caíque               |
| 18/11 | Rafael (2)   | Abandonou a Atividade "Quem é Você na Fila do Pão?" (recusou a cumprir a ordem duas vezes) | +72 horas             | Sem água somada à punição de João, 120 horas | Caíque               |
| 18/11 | Rafael (2)   | Abandonou a Atividade "Quem é Você na Fila do Pão?" (recusou a cumprir a ordem duas vezes) | 72 horas              | Sem gás                                      | Caíque               |
| 29/11 | Cátia (6)    | Agressão física contra Evandro                                                             | Expulsão              | Expulsão                                     | Caíque               |

### Votação
|                       |                       | Sem. 1                      | Sem. 2                       | Sem. 3                          | Sem. 4                       | Sem. 5                        | Sem. 6                        | Sem. 7                        | Sem. 8                      | Sem. 9                       | Sem. 10                     | Sem. 11                      | Sem. 12                             | Sem. 12                   | Votos recebidos |  |
| Dia 80                | Final                 | Sem. 1                      | Sem. 2                       | Sem. 3                          | Sem. 4                       | Sem. 5                        | Sem. 6                        | Sem. 7                        | Sem. 8                      | Sem. 9                       | Sem. 10                     | Sem. 11                      |                                     |                           | Votos recebidos |  |
| --------------------- | --------------------- | --------------------------- | ---------------------------- | ------------------------------- | ---------------------------- | ----------------------------- | ----------------------------- | ----------------------------- | --------------------------- | ---------------------------- | --------------------------- | ---------------------------- | ----------------------------------- | ------------------------- | --------------- |  |
| Fazendeiro da Semana  | Fazendeiro da Semana  | Sandro                      | Léo                          | Felipe                          | Evandro                      | Luane                         | Rafael                        | Cátia                         | Rafael                      | Caíque                       | João                        | Caíque                       | (nenhum)                            | (nenhum)                  |                 |  |
| Poder do Lampião      | Poder do Lampião      | Cátia                       | Caíque                       | Rafael                          | João                         | Felipe                        | João                          | Caíque                        | Felipe                      | Felipe                       | Caíque                      | Rafael                       | (nenhum)                            | (nenhum)                  |                 |  |
| Excluídos (Baia)      | Excluídos (Baia)      | Felipe João Léo             | Aloísio Cátia Felipe         | Evandro Gabi João               | Caíque Felipe Fernanda Luane | Aloísio Caíque Fernanda       | Cátia Léo Nadja               | Léo Luane Rafael              | Caíque Léo Luane            | (nenhum)                     | (nenhum)                    | (nenhum)                     | (nenhum)                            | (nenhum)                  |                 |  |
| Indicado (Fazendeiro) | Indicado (Fazendeiro) | Luane                       | Sandro                       | Nadja                           | Perlla                       | Rafael                        | Gabi                          | Léo                           | Luane                       | João                         | Evandro                     | João                         | (nenhum)                            | (nenhum)                  |                 |  |
| Indicado (Peões)      | Indicado (Peões)      | Vida                        | Nadja                        | Ana Paula                       | Rafael                       | Nadja                         | Evandro                       | Fernanda                      | Cátia                       | Rafael                       | Cátia                       | Felipe                       | (nenhum)                            | (nenhum)                  |                 |  |
| Indicado (Peões)      | Indicado (Peões)      | Vida                        | Nadja                        | Ana Paula                       | Rafael                       | Nadja                         | Evandro                       | Fernanda                      | Cátia                       | Rafael                       | Cátia                       | Felipe                       | (nenhum)                            | (nenhum)                  |                 |  |
| Indicado (Baia)       | Indicado (Baia)       | Léo                         | Felipe                       | Evandro                         | Luane                        | Aloísio                       | Cátia                         | Rafael                        | Caíque                      | Léo                          | Caíque                      | (nenhum)                     | (nenhum)                            | (nenhum)                  |                 |  |
| Indicado (Desafio)    | Indicado (Desafio)    | (nenhum)                    | (nenhum)                     | (nenhum)                        | (nenhum)                     | (nenhum)                      | (nenhum)                      | (nenhum)                      | (nenhum)                    | (nenhum)                     | (nenhum)                    | (nenhum)                     | Evandro                             | (nenhum)                  |                 |  |
| Indicado (Desafio)    | Indicado (Desafio)    | (nenhum)                    | (nenhum)                     | (nenhum)                        | (nenhum)                     | (nenhum)                      | (nenhum)                      | (nenhum)                      | (nenhum)                    | (nenhum)                     | (nenhum)                    | (nenhum)                     | João                                | (nenhum)                  |                 |  |
| Indicado (Desafio)    | Indicado (Desafio)    | (nenhum)                    | (nenhum)                     | (nenhum)                        | (nenhum)                     | (nenhum)                      | (nenhum)                      | (nenhum)                      | (nenhum)                    | (nenhum)                     | (nenhum)                    | (nenhum)                     | Rafael                              | (nenhum)                  |                 |  |
|                       |                       |                             |                              |                                 |                              |                               |                               |                               |                             |                              |                             |                              |                                     |                           |                 |  |
|                       | Rafael                | Fernanda                    | Nadja                        | Ana Paula                       | Nadja                        | Cátia                         | Fazendeiro                    | Fernanda                      | Fazendeiro                  | Léo                          | Cátia                       | Felipe                       | Roça                                | Vencedor (Dia 87)         | 21              |  |
|                       | João                  | Nadja                       | Nadja                        | Ana Paula                       | Nadja                        | Nadja (x2)                    | Evandro                       | Fernanda                      | Cátia                       | Rafael                       | Fazendeiro                  | Evandro                      | Roça                                | 2º lugar (Dia 87)         | 4               |  |
|                       | Caíque                | Aloísio                     | Rafael                       | Ana Paula                       | Rafael                       | Cátia                         | Evandro Luane                 | Evandro                       | João                        | Fazendeiro                   | Rafael Cátia                | Felipe                       | Salvo                               | 3º lugar (Dia 87)         | 1               |  |
|                       | Evandro               | Ana Paula                   | Nadja                        | Ana Paula                       | Fazendeiro                   | Cátia                         | Fernanda                      | Fernanda                      | Cátia                       | Léo                          | Caíque                      | Felipe                       | Roça                                | Eliminado (Dia 84)        | 15              |  |
|                       | Felipe                | Nadja                       | Nadja                        | Fazendeiro                      | Nadja                        | Nadja (x2)                    | Fernanda                      | Fernanda                      | Evandro                     | Rafael                       | Cátia                       | Evandro                      | Eliminado (Dia 78)                  | Eliminado (Dia 78)        | 4               |  |
|                       | Cátia                 | Fernanda                    | Nadja                        | Ana Paula                       | Rafael                       | Nadja (x2)                    | Fernanda                      | Fazendeira                    | Evandro                     | Evandro                      | Rafael                      | Expulsa (Dia 73)             | Expulsa (Dia 73)                    | Expulsa (Dia 73)          | 11              |  |
|                       | Léo                   | Nadja                       | Fazendeiro                   | Ana Paula                       | Rafael                       | Nadja (x2)                    | Evandro                       | Evandro                       | Cátia                       | Rafael                       | Eliminado (Dia 66)          | Eliminado (Dia 66)           | Eliminado (Dia 66)                  | Eliminado (Dia 66)        | 4               |  |
|                       | Luane                 | Vida                        | Rafael                       | Ana Paula                       | Rafael                       | Fazendeira                    | Evandro                       | Felipe                        | Cátia                       | Eliminada (Dia 59)           | Eliminada (Dia 59)          | Eliminada (Dia 59)           | Eliminada (Dia 59)                  | Eliminada (Dia 59)        | 3               |  |
|                       | Fernanda              | Cátia                       | Rafael                       | Ana Paula                       | Rafael                       | Cátia                         | Evandro                       | Evandro                       | Eliminada (Dia 52)          | Eliminada (Dia 52)           | Eliminada (Dia 52)          | Eliminada (Dia 52)           | Eliminada (Dia 52)                  | Eliminada (Dia 52)        | 10              |  |
|                       | Nadja                 | Vida                        | Rafael                       | Aloísio                         | Rafael                       | Léo                           | João                          | Fernanda                      | Expulsa (Dia 50)            | Expulsa (Dia 50)             | Expulsa (Dia 50)            | Expulsa (Dia 50)             | Expulsa (Dia 50)                    | Expulsa (Dia 50)          | 27              |  |
|                       | Gabi                  | Vida                        | Rafael                       | Rafael                          | Rafael                       | Nadja (x2)                    | Evandro                       | Eliminada (Dia 45)            | Eliminada (Dia 45)          | Eliminada (Dia 45)           | Eliminada (Dia 45)          | Eliminada (Dia 45)           | Eliminada (Dia 45)                  | Eliminada (Dia 45)        | 2               |  |
|                       | Aloísio               | Caíque                      | Nadja                        | Ana Paula                       | Rafael                       | Nadja (x2)                    | Eliminado (Dia 38)            | Eliminado (Dia 38)            | Eliminado (Dia 38)          | Eliminado (Dia 38)           | Eliminado (Dia 38)          | Eliminado (Dia 38)           | Eliminado (Dia 38)                  | Eliminado (Dia 38)        | 2               |  |
|                       | Perlla                | Vida                        | Nadja                        | Ana Paula                       | Rafael                       | Eliminada (Dia 31)            | Eliminada (Dia 31)            | Eliminada (Dia 31)            | Eliminada (Dia 31)          | Eliminada (Dia 31)           | Eliminada (Dia 31)          | Eliminada (Dia 31)           | Eliminada (Dia 31)                  | Eliminada (Dia 31)        | 1               |  |
|                       | Ana Paula             | Vida                        | Nadja                        | Fernanda                        | Eliminada (Dia 24)           | Eliminada (Dia 24)            | Eliminada (Dia 24)            | Eliminada (Dia 24)            | Eliminada (Dia 24)          | Eliminada (Dia 24)           | Eliminada (Dia 24)          | Eliminada (Dia 24)           | Eliminada (Dia 24)                  | Eliminada (Dia 24)        | 11              |  |
|                       | Sandro                | Fazendeiro                  | Nadja                        | Eliminado (Dia 17)              | Eliminado (Dia 17)           | Eliminado (Dia 17)            | Eliminado (Dia 17)            | Eliminado (Dia 17)            | Eliminado (Dia 17)          | Eliminado (Dia 17)           | Eliminado (Dia 17)          | Eliminado (Dia 17)           | Eliminado (Dia 17)                  | Eliminado (Dia 17)        | 1               |  |
|                       | Vida                  | Gabi                        | Eliminada (Dia 10)           | Eliminada (Dia 10)              | Eliminada (Dia 10)           | Eliminada (Dia 10)            | Eliminada (Dia 10)            | Eliminada (Dia 10)            | Eliminada (Dia 10)          | Eliminada (Dia 10)           | Eliminada (Dia 10)          | Eliminada (Dia 10)           | Eliminada (Dia 10)                  | Eliminada (Dia 10)        | 5               |  |
|                       |                       |                             |                              |                                 |                              |                               |                               |                               |                             |                              |                             |                              |                                     |                           |                 |  |
| Notas                 | Notas                 | [ nota 11 ]                 | [ nota 12 ]                  | [ nota 13 ]                     | [ nota 14 ]                  | [ nota 15 ]                   | [ nota 16 ]                   | [ nota 17 ]                   | [ nota 18 ]                 | [ nota 19 ]                  | [ nota 20 ]                 | [ nota 21 ]                  | [ nota 22 ]                         | [ nota 23 ]               |                 |  |
| Expulso               | Expulso               | (nenhum)                    | (nenhum)                     | (nenhum)                        | (nenhum)                     | (nenhum)                      | (nenhum)                      | Nadja                         | (nenhum)                    | (nenhum)                     | Cátia                       | (nenhum)                     | (nenhum)                            | (nenhum)                  |                 |  |
| Pré-Roça              | Pré-Roça              | Léo Luane Vida              | Felipe Nadja Sandro          | Ana Paula Evandro Nadja         | Luane Perlla Rafael          | Aloísio Nadja Rafael          | Cátia Evandro Gabi            | Fernanda Léo Rafael           | Caíque Cátia Luane          | João Léo Rafael              | Caíque Cátia Evandro        | (nenhum)                     | Caíque Evandro João Rafael          | (nenhum)                  |                 |  |
| Salvo                 | Salvo                 | Léo                         | Felipe                       | Evandro                         | Luane                        | Rafael                        | Cátia                         | Rafael                        | Caíque                      | João                         | Caíque                      | (nenhum)                     | Caíque                              | (nenhum)                  |                 |  |
| Roça                  | Roça                  | Luane Vida                  | Nadja Sandro                 | Ana Paula Nadja                 | Perlla Rafael                | Aloísio Nadja                 | Evandro Gabi                  | Fernanda Léo                  | Cátia Luane                 | Léo Rafael                   | Cátia Evandro               | Felipe João                  | Evandro João Rafael                 | Caíque João Rafael        |                 |  |
| Eliminado             | Eliminado             | Vida 46,84% para continuar  | Sandro 32,90% para continuar | Ana Paula 35,80% para continuar | Perlla 22,64% para continuar | Aloísio 15,94% para continuar | Gabi 35,86% para continuar    | Fernanda 9,53% para continuar | Luane 28,30% para continuar | Léo 35,49% para continuar    | Roça anulada Sem eliminação | Felipe 29,42% para continuar | Evandro 30,28% para continuar       | Caíque 1,72% para vencer  |                 |  |
| Eliminado             | Eliminado             | Vida 46,84% para continuar  | Sandro 32,90% para continuar | Ana Paula 35,80% para continuar | Perlla 22,64% para continuar | Aloísio 15,94% para continuar | Gabi 35,86% para continuar    | Fernanda 9,53% para continuar | Luane 28,30% para continuar | Léo 35,49% para continuar    | Roça anulada Sem eliminação | Felipe 29,42% para continuar | Evandro 30,28% para continuar       | João 35,77% para vencer   |                 |  |
| Outras %              | Outras %              | Luane 53,16% para continuar | Nadja 67,10% para continuar  | Nadja 64,20% para continuar     | Rafael 77,36% para continuar | Nadja 84,06% para continuar   | Evandro 64,14% para continuar | Léo 90,47% para continuar     | Cátia 71,70% para continuar | Rafael 64,51% para continuar | Roça anulada Sem eliminação | João 70,58% para continuar   | João Não divulgado para continuar   | Rafael 62,51% para vencer |                 |  |
| Outras %              | Outras %              | Luane 53,16% para continuar | Nadja 67,10% para continuar  | Nadja 64,20% para continuar     | Rafael 77,36% para continuar | Nadja 84,06% para continuar   | Evandro 64,14% para continuar | Léo 90,47% para continuar     | Cátia 71,70% para continuar | Rafael 64,51% para continuar | Roça anulada Sem eliminação | João 70,58% para continuar   | Rafael Não divulgado para continuar | Rafael 62,51% para vencer |                 |  |

#### Legendas
|  | Equipe Água |  | Equipe Terra |  | Imune |  | Vetado(a) |

## Classificação geral
| Pos. | Participante      | Meio de indicação    | % para continuar | Eliminado em |
| ---- | ----------------- | -------------------- | ---------------- | ------------ |
| 1    | Rafael Ilha       | Finalista            | 62,51%           | —            |
| 2    | João Zoli         | Finalista            | 35,77%           | —            |
| 3    | Caíque Aguiar     | Finalista            | 1,72%            | —            |
| 4    | Evandro Santo     | Prova do Finalista   | 30,28%           | Semana 12    |
| 5    | Felipe Sertanejo  | Peões (2 votos)      | 29,42%           | Semana 11    |
| 6    | Cátia Paganote    | Expulsa              | Expulsa          | Semana 10    |
| 7    | Léo Stronda       | Resta Um             | 35,49%           | Semana 9     |
| 8    | Luane Dias        | Fazendeiro (Rafael)  | 28,30%           | Semana 8     |
| 9    | Fernanda Lacerda  | Peões (5 votos)      | 9,53%            | Semana 7     |
| 10   | Nadja Pessoa      | Expulsa              | Expulsa          | Semana 7     |
| 11   | Gabi Prado        | Fazendeiro (Rafael)  | 35,86%           | Semana 6     |
| 12   | Aloísio Chulapa   | Baia (Nadja)         | 15,94%           | Semana 5     |
| 13   | Perlla            | Fazendeiro (Evandro) | 22,64%           | Semana 4     |
| 14   | Ana Paula Renault | Resta Um             | 35,80%           | Semana 3     |
| 15   | Sandro Pedroso    | Fazendeiro (Léo)     | 32,90%           | Semana 2     |
| 16   | Vida Vlatt        | Peões (5 votos)      | 46,84%           | Semana 1     |

## Apresentações musicais
| Data                   | Artista      | Evento          | Ref.   |
| ---------------------- | ------------ | --------------- | ------ |
| 21 de setembro de 2018 | Maejor       | Festa Futurista | [ 38 ] |
| 26 de outubro de 2018  | JetLag Music | Festa Videogame | [ 39 ] |
| 16 de novembro de 2018 | MC Créu      | Festa Pirata    | [ 40 ] |

## Audiência
Os dados são providos pelo IBOPE e se referem ao público da Grande São Paulo.
| Data de transmissão | SEG.            | TER.            | QUA.            | QUI.            | SEX.            | SÁB.            | DOM.            | Média semanal |
| ------------------- | --------------- | --------------- | --------------- | --------------- | --------------- | --------------- | --------------- | ------------- |
| 18/09 a 23/09/2018  | —               | 9,8             | 10,5            | 10,0            | 9,4             | 6,6             | 7,8             | 9,0           |
| 24/09 a 30/09/2018  | 8,6             | 7,3             | 7,7             | 8,1             | 8,7             | 7,2             | 7,3             | 8,0           |
| 01/10 a 07/10/2018  | 7,2             | 9,3             | 10,6            | 9,3             | 9,1             | 5,9             | 6,7             | 8,3           |
| 08/10 a 14/10/2018  | 9,4             | 11,0            | 9,2             | 11,0            | 10,3            | 8,7             | 8,9             | 9,8           |
| 15/10 a 21/10/2018  | 11,6            | 11,4            | 9,7             | 10,2            | 9,7             | 7,9             | 9,4             | 10,0          |
| 22/10 a 28/10/2018  | 9,8             | 10,9            | 11,4            | 11,0            | 10,6            | 8,4             | 7,8             | 10,0          |
| 29/10 a 04/11/2018  | 9,7             | 11,4            | 9,6             | 13,0            | 10,7            | 8,0             | 9,9             | 10,3          |
| 05/11 a 11/11/2018  | 11,6            | 12,0            | 10,8            | 12,3            | 8,2             | 7,5             | 10,4            | 10,4          |
| 12/11 a 18/11/2018  | 11,3            | 12,3            | 10,6            | 11,9            | 10,8            | 7,8             | 8,0             | 10,4          |
| 19/11 a 25/11/2018  | 12,2            | 12,0            | 10,2            | 12,2            | 10,3            | 7,4             | 7,8             | 10,3          |
| 26/11 a 02/12/2018  | 9,4             | 10,3            | 10,3            | 13,1            | 10,7            | 8,3             | 8,5             | 10,1          |
| 03/12 a 09/12/2018  | 9,7             | 10,8            | 10,7            | 10,6            | 9,9             | 7,9             | 9,9             | 9,9           |
| 10/12 a 13/12/2018  | 11,7            | 10,0            | 12,0            | 13,2            | —               | —               | —               | 11,7          |
| 18/09 a 13/12/2018  | Média da edição | Média da edição | Média da edição | Média da edição | Média da edição | Média da edição | Média da edição | 10,8          |

- O recorde da temporada ocorreu no dia 13 de dezembro de 2018, na grande final, com a vitória de Rafael Ilha.
- Em 2018, cada ponto representa 71,8 mil domicílios ou 201,1 mil pessoas na Grande São Paulo.

## Prêmios e indicações
| Ano  | Prêmio                      | Categoria                            | Indicado     | Resultado | Ref.    |
| ---- | --------------------------- | ------------------------------------ | ------------ | --------- | ------- |
| 2018 | Troféu UOL TV e Famosos     | Melhor Reality Show                  | A Fazenda 10 | Venceu    | [ 129 ] |
| 2018 | Troféu UOL TV e Famosos     | Melhor Reality Show: Opinião Crítica | A Fazenda 10 | Indicado  | [ 129 ] |
| 2018 | Troféu UOL TV e Famosos     | Melhor Apresentador                  | Marcos Mion  | Venceu    | [ 129 ] |
| 2018 | Troféu UOL TV e Famosos     | Melhor Apresentador: Opinião Crítica | Marcos Mion  | Venceu    | [ 129 ] |
| 2018 | Troféu UOL TV e Famosos     | Deu o Que Falar em 2018              | Nadja Pessoa | Venceu    | [ 129 ] |
| 2018 | Prêmio Contigoǃ Online 2018 | Melhor Reality Show                  | A Fazenda 10 | Indicado  | [ 130 ] |

## Spin-offs

### Tudo ou Nadja
Um spin-off sobre a participante Nadja Pessoa, da décima temporada de A Fazenda, foi lançado no PlayPlus, plataforma de streaming do Grupo Record. Produzido no formato doc-reality, com direção de Rita Fonseca e Rodrigo Carelli, o projeto foi gravado em diversas cidades brasileiras, entre elas, São Paulo, Rio de Janeiro, Fortaleza e Recife. Para impulsionar o nome de Nadja, a RecordTV liberou a sua participação, apesar da expulsão, na última festa do programa, que reuniu os ex-participantes eliminados.
O reality de Nadja foi anunciado pelo apresentador Marcos Mion durante a exibição da final de A Fazenda 10. Intitulado Tudo ou Nadja, a atração estreou em 13 de dezembro de 2018 e conta com oito episódios disponibilizados semanalmente no PlayPlus. Ao longo dos episódios, Nadja mostra sua rotina após a polemica expulsão do reality rural e apresenta entrevistas com famosos.

### 10 Chances - O Homem que Desafiou a Morte
Um spin-off sobre a vida do vencedor da temporada, Rafael Ilha, foi lançado em 9 de maio de 2019 no PlayPlus, plataforma de streaming do Grupo Record. Com cinco episódios disponibilizados semanalmente, a série documental foi desenvolvida em parceria com o núcleo de reportagens especiais da RecordTV e é o primeiro projeto do gênero desenvolvido pelo Play Plus. Em 10 Chances - O Homem que Desafiou a Morte, Rafael Ilha revisita a fama precoce, seu estrelato, os problemas com as drogas, as prisões e a vitória no reality show A Fazenda, que pela preferência do público, o tornou milionário.